# Antares (raket)
Antares er en løfteraket udviklet af det amerikanske selskab Orbital Sciences Corporation. Raketten er fremstillet som værende et alternativ til United Launch Alliances Delta II-raket. Antares anvendes til opsendelse af det ubemandede Cygnus-fartøj, der leverer materialer og fornødenheder til den Internationale Rumstation (ISS). 
Under udviklingsarbejdet havde raketten navnet Taurus II. Første opsendelse fandt sted den 21. april 2013.
Antares-raketten har foretaget fire succesfulde opsendelser, hvoraf de tre opsendte Cygnus-fartøjer til ISS, men ved den femte opsendelse den 28. oktober 2014 eksploderede raketten kort efter opsendelsen. 

## Ulykken den 28. oktober 2014
Den 28. oktober 2014 eksploderede Antares CRS-3 nogle sekunder efter opsendelsen fra Mid-Atlantic Regional Spaceport på Wallops Island i Virginia.
Efter ulykken blev der sat spørgsmålstegn ved rakettens motorer, der er ældre motorer fra det sovjetiske måneprogram. Motorerne er dog blevet modificeret af Orbital Sciences Corporation.

## Eksterne links
- Wikimedia Commons har flere filer relateret til Antares (raket)